# Alexandru cel Bun (Neamț)
Pour les articles homonymes, voir Alexandru cel Bun.
Alexandru cel Bun est une commune roumaine du județ de Neamț, dans la région historique de Moldavie et dans la région de développement du Nord-Est.

## Géographie
La commune d'Alexandru cel Bun est située au centre du județ, sur la rive gauche de la Bistrița, dans les contreforts orientaux des Carpates, à 5 km à l'ouest de Piatra Neamț, le chef-lieu du județ, dont elle est quasiment un faubourg.
La municipalité est composée des sept villages suivants (population en 1992) :
- Agârcia (251) ;
- Bisericani (157) ;
- Bistrița (1 711) ;
- Scăricica (158) ;
- Vaduri (889) ;
- Vădurele (1 061) ;
- Viișoara (512), siège de la municipalité.

## Histoire
La première mention écrite du village date de 1402, date de fondation du monastère de Bistrița par Alexandru cel Bun.
Jusqu'en 2002, la commune portait le nom de Viișoara qui est le siège des autorités municipales.

## Politique
| Période                                  | Période  | Identité   | Étiquette                | Qualité |
| ---------------------------------------- | -------- | ---------- | ------------------------ | ------- |
| Les données manquantes sont à compléter. |          |            |                          |         |
|                                          | En cours | Ion Rotaru | PRM, puis UNPR, puis PSD |         |

| Parti | Parti                           | Sièges |
| ----- | ------------------------------- | ------ |
|       | Parti social-démocrate (PSD)    | 9      |
|       | Parti national libéral (PNL)    | 4      |
|       | Parti Mouvement populaire (PMP) | 1      |

## Religions
En 2002, la composition religieuse de la commune était la suivante :
- Chrétiens orthodoxes, 98,16 % ;
- Adventistes du septième jour, 0,89 % ;
- Catholiques romains, 0,67 %.

## Démographie
En 2002, la commune comptait 5 043 Roumains soit 99,76 % de la population totale. On comptait à cette date 1 762 ménages et 1 878 logements.
| 1970  | 1992  | 2002  | 2007  |
| ----- | ----- | ----- | ----- |
| 5 702 | 4 739 | 5 055 | 5 427 |

## Économie
L'économie de la commune repose sur la transformation du bois, le commerce. La commune possède des industries chimiques et agro-alimentaires.
On compte 435 ha de terres arables, 808 ha de pâturages, 717 ha de prairies, 7 ha de vergers et 2 ha de vignes.

## Communications

### Routes
Alexandru cel Bun se trouve à la sortie ouest de Piatra Neamț le long de la route nationale DN15 en direction de Bicaz.

### Voies ferrées
La commune est desservie par la ligne de chemin de fer Piatra Neamț-Bicaz.

## Lieux et monuments

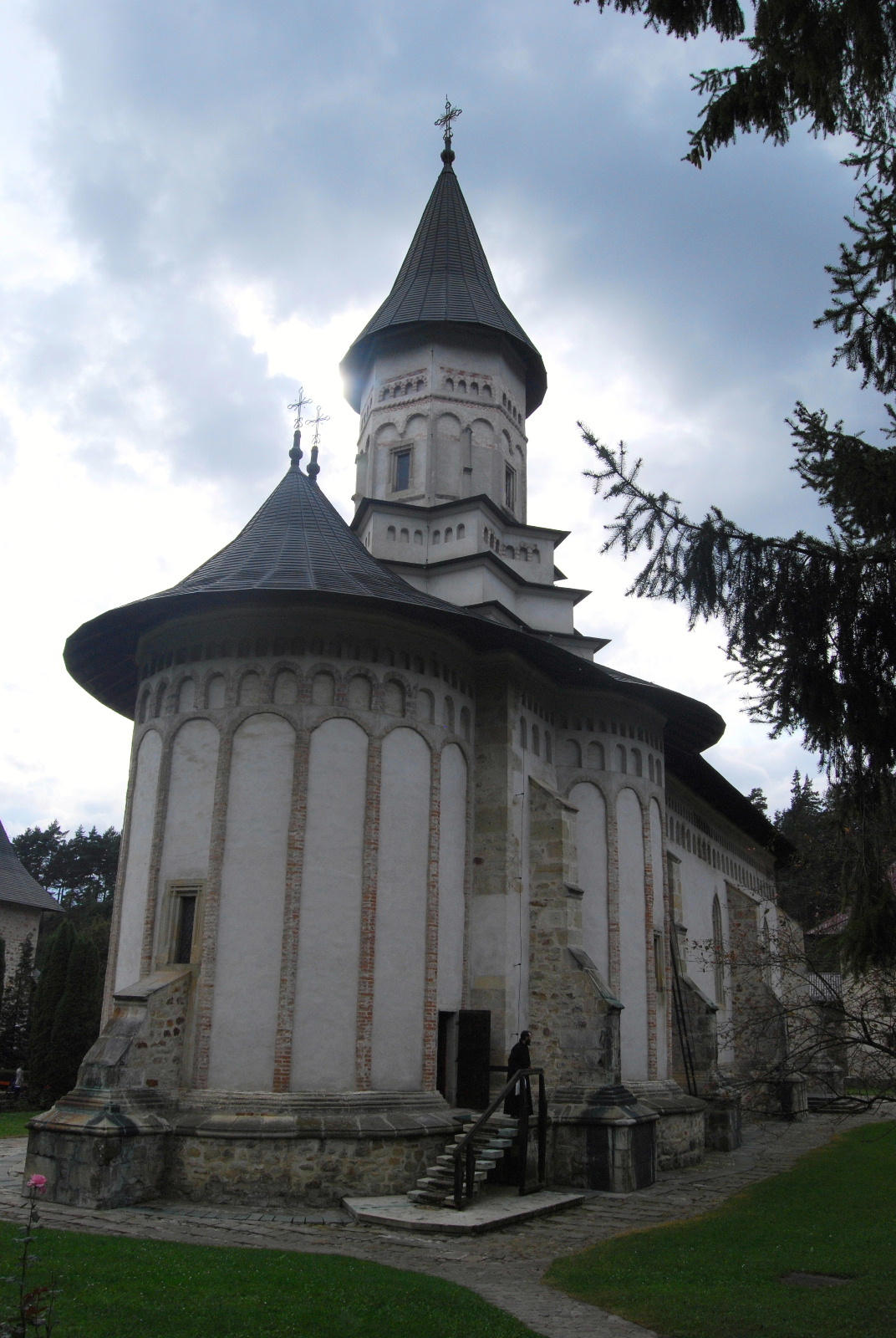
L'église du monastère orthodoxe de Bistrița

- Le monastère de Bistrița (Mănăstira Bistrița Adormirea Maicii Domnului), fondé en 1402 par Alexandru cel Bun, dédié à la Dormition de la Vierge, qui possède une très riche collection d'icônes (icône miraculeuse de sainte Anne). L'église abrite les dalles funéraires du prince Alexandre Ier de Moldavie (Alexandru cel Bun) et de sa femme ainsi que de plusieurs autres personnes de la famille princière de Moldavie.

- Le monastère de Bisericani, fondé en 1512, entièrement reconstruit en 1786, qui possède une très belle iconostase du XVIIe siècle.

- La vallée de la Bistrița.